# Kibera

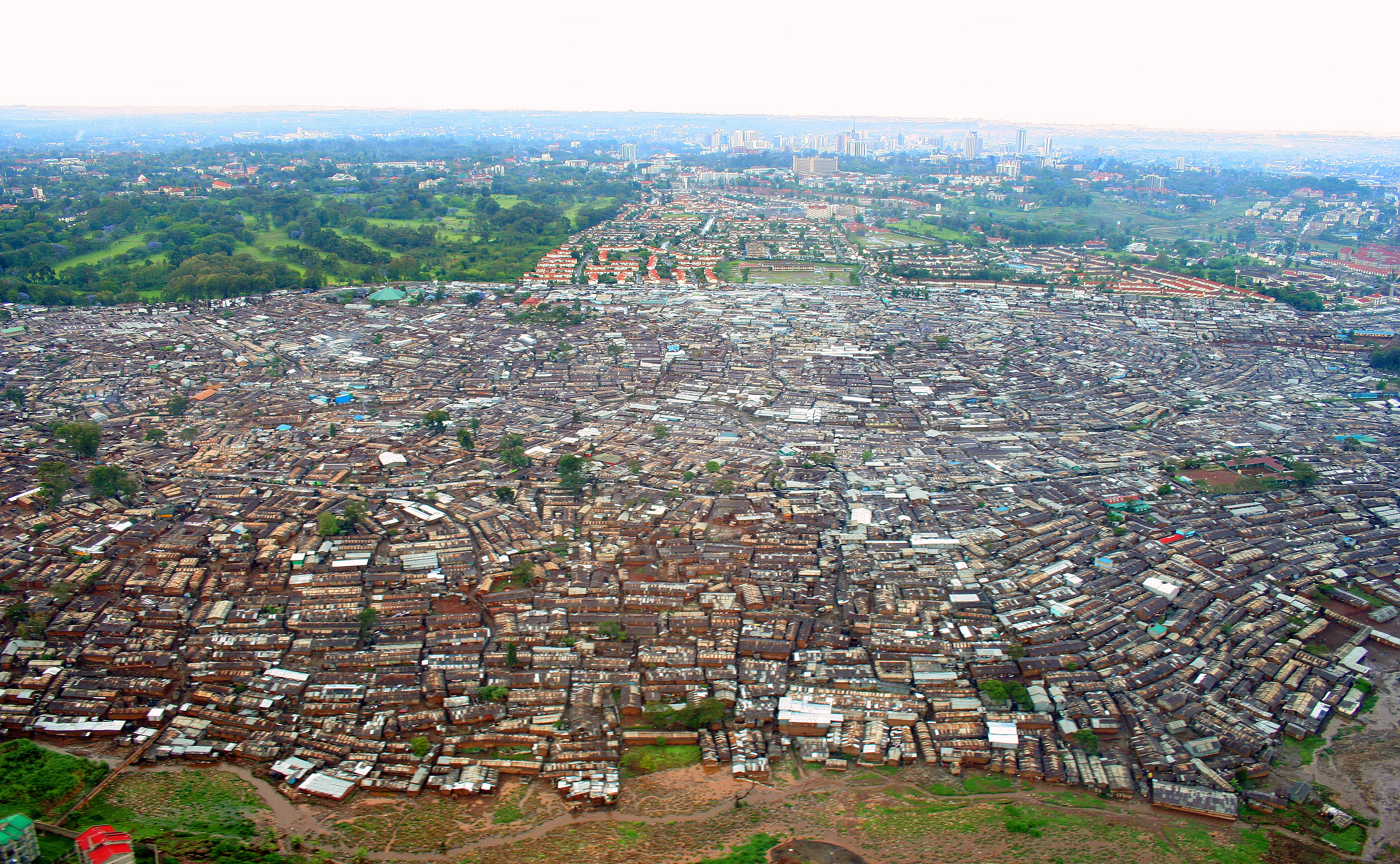
Vy över Kibera.

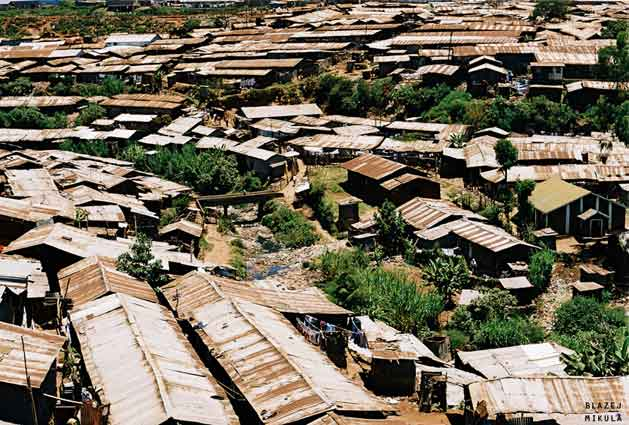
Slumområdet Kibera år 2005.

Kibera (av kibra: skog, djungel) är en av de informella bosättningar som finns i Nairobi, Kenya och räknas som det största slumområdet i Afrika. Det finns ingen säker information om hur många som bor i området, uppgifter har varierat mellan 500 000 och 1 000 000 invånare. Kenyas egen folkräkning visar nu att siffran endast uppgår till 170 070 invånare.

## Historia

### Kolonialismen
År 1902 grundade den dåvarande brittiska kolonialregeringen i Kenya officiellt staden Nairobi. Det fanns en detaljerad segregrationsplan som talade om i vilka områden människor av olika ursprung fick lov att bo. Kibera tilldelades år 1918 nubiska krigare som tack för deras insatser i bland annat första världskriget. Bosättningarna tilläts växa obehindrat och nubierna kom så småningom att hyra ut delar av sin mark även till människor från andra stammar som inte tilläts bo i andra delar av staden.

### Efter självständigheten
Efter Kenyas självständighet år 1963 blev många av bosättningarna i Kibera olagliga, samtidigt som allt fler flyttade till området. Människor från landsbygden som kom till Nairobi för att arbeta, bosatte sig ofta i områden som Kibera och Dagoretti, vilket gjorde att antalet hyrestagare snabbt överskred det tillåtna antalet.

## Kibera idag

### Geografi
Kibera ligger sju kilometer sydost om Nairobis centrum, upptar en yta av 2,5 kvadratkilometer och är uppbyggt längs ett järnvägsspår. Åt söder avgränsas området av Nairobifloden. Kibera består av tio byar: Lindi, Kisumu Ndogo, Soweto, Makina, Kianda, Mashimoni, Siranga, Gatuikira, Laini Saba och Raila.

### Uppgradering
Kenyas regering har vid ett flertal tillfällen försökt "uppgradera" Nairobis slumområden, främst genom att avhysa olagliga hyrestagare och riva de hus som räknas som informella bosättningar, och istället bygga vägar och bättre hus. Dock ökar invånarantalet i Kibera fortfarande.

### Fattigdom, sjukdomar och kriminalitet
95% av Kiberas befolkning lever under gränsen för fattigdom. En genomsnittlig familj består av sju personer och bor i ett enda rum. De flesta av bosättarna anses vara där utan tillåtelse och av denna anledning är infrastrukturen i området (exempelvis vägar, vattenledningar, avlopp och sophantering) kraftigt underdimensionerad i förhållande till invånarantalet. Statistiskt sett går det en toalett på 500 invånare, men i verkligheten betyder det att många inte har tillgång till någon alls och inte heller tillgång till rent vatten. Sjukdomar sprids lätt, arbetslösheten är hög och kriminalitet är vanligt. HIV/AIDS är också ett stort problem bland de fattiga i slummen, så många som 15-20% av invånarna i Kibera tros vara HIV-smittade.